# Torneio Toro de la Vega
O Toro de la Vega é um festival medieval de touros celebrado na cidade de Tordesilhas (província de Valladolid, Espanha).
É declarado festival de interesse turístico em 1980 e show tradicional de touradas em 1999. É comemorado na terça-feira da segunda ou terceira semana de setembro como parte das festas de Nossa Senhora Virgem de Peña (padroeira de Tordesilhas) que começam no dia 8 daquele mês, sendo este evento a terça-feira seguinte ao início dos feriados.

## Descrição
O torneio consiste na perseguição de um touro por centenas de lanceiros, nos quais alguns tentam matá-lo até a morte, depois de ter sido lançado pelas ruas da cidade e levado a um campo aberto pelos corredores e participantes .
Se o touro ultrapassar os limites do torneio, ou os lanceiros não conseguirem matá-lo, será poupado. O festival é comemorado anualmente, dependendo da data da festa da Virgen de la Peña (8 de setembro).
Nos últimos anos, este festival ganhou notoriedade crescente como resultado dos protestos contra ele, que denunciam a crueldade e o sofrimento a que o touro é submetido, bem como a imagem negativa da cidade e de todo o país criado por a sobrevivência desta tradição no século XXI. Em 2016, o governo regional proibiu a matança de touros. O festival já havia sido proibido por um período de quatro anos na Espanha Franquista, após o que os cidadãos de Tordesilhas conseguiram recuperar sua tradição. A proibição atual é amplamente rejeitada dentro de Tordesilhas e está sendo contestada no sistema jurídico do país. Um confinamento tradicional normal, no qual o touro não é morto em público, foi produzido a partir de 2016, que foi renomeado como "Toro de la Peña".